# Aird Tong
Aird Tong är en ort i Storbritannien.   Den ligger i kommunen Yttre Hebriderna och riksdelen Skottland, i den nordvästra delen av landet, 800 km nordväst om huvudstaden London. Aird Tong ligger 31 meter över havet och antalet invånare är 487. Den ligger på ön Lewis with Harris.
Terrängen runt Aird Tong är platt. Havet är nära Aird Tong österut.